# Makrokylindrus abyssi
Makrokylindrus abyssi är en kräftdjursart som beskrevs av Lomakina 1955. Makrokylindrus abyssi ingår i släktet Makrokylindrus och familjen Diastylidae.
Artens utbredningsområde är Berings hav. Inga underarter finns listade i Catalogue of Life.